# Division I (Schach) 1955
Die Division I 1955 war die sechste schwedische Mannschaftsmeisterschaft im Schach (Allsvenskan) und gleichzeitig deren dritte Austragung in einem Ligabetrieb mit Auf- und Abstieg.

## Datum und Ort
Die Wettkämpfe wurden am 5. und 6. November in Stockholm ausgetragen.

## Turnierverlauf
Der Vorjahreszweite Stockholms Södra SS und der Neuling Schackkamraterna Solna lieferten sich nach einem Unentschieden im direkten Vergleich ein Kopf-an-Kopf-Rennen um den Titel, das Södra SS mit einem halben Brettpunkt Vorsprung für sich entschied. Der Titelverteidiger SK Kamraterna Göteborg musste ebenso absteigen wie die im Vorjahr aufgestiegene Auswahlmannschaft aus Värmland.

### Abschlusstabelle
| Pl. | Verein                     | Sp | G | U | V | MP  | Brett-P.  |
| --- | -------------------------- | -- | - | - | - | --- | --------- |
| 01. | Stockholms Södra SS        | 3  | 2 | 1 | 0 | 5:1 | 18,0:12,0 |
| 02. | Schackkamraterna Solna (N) | 3  | 2 | 1 | 0 | 5:1 | 17,5:12,5 |
| 03. | Värmlands SF (N)           | 3  | 1 | 0 | 2 | 2:4 | 12,0:18,0 |
| 04. | SK Kamraterna Göteborg (M) | 3  | 0 | 0 | 3 | 0:6 | 12,5:17,5 |

### Entscheidungen
|     | Schwedischer Mannschaftsmeister: Stockholms Södra SS               |
|     | Absteiger in die Division II: Värmlands SF, SK Kamraterna Göteborg |
| (M) | Meister der letzten Saison                                         |
| (N) | Aufsteiger der letzten Saison                                      |

### Kreuztabelle
| Ergebnisse | Ergebnisse             | 01. | 02. | 03. | 04. |
| ---------- | ---------------------- | --- | --- | --- | --- |
| 01.        | Stockholms Södra SS    |     | 5   | 6½  | 6½  |
| 02.        | Schackkamraterna Solna | 5   |     | 7   | 5½  |
| 03.        | Värmlands SF           | 3½  | 3   |     | 5½  |
| 04.        | SK Kamraterna Göteborg | 3½  | 4½  | 4½  |     |

## Die Meistermannschaft
| 1.            | Stockholms Södra SS |
| Schachfiguren | Gideon Ståhlberg, Kristian Sköld, Arne Burehäll, Sture Lindquist, John Collett, Gunnar Magnusson, G. Holm, L. Apelqvist, S. Jarvall, G. Hellman, B. Boberg, A. Segerhäll, Nils Mogren. |